# Conexão direta via cabo
Conexão direta via cabo é um recurso do Microsoft Windows que possibilita a conexão entre dois computadores utilizando ligações via porta paralela (LPT) ou serial (COM) e cabos LapLink ou através de infravermelho (irDA). Foi introduzido junto ao Windows 95 e teve sua última versão disponibilizada com o Windows XP, em 2001. É destinado a realizar pequenas transações de arquivos entre computadores que não dispõem de placas de rede, apesar da versão presente no Windows XP disponibilizar a realização deste tipo de conexão também através destas placas, utilizando para isto cabo de rede par trançado do tipo crossover.

## Protocolo e funcionamento
As conexões criadas através desta ferramenta utilizam como protocolo padrão de comunicação o NetBEUI, exceto a versão presente no Windows XP, que tem como protocolo padrão para redes o TCP/IP. Outros protocolos também podem ser utilizados, como por exemplo IPX/SPX, necessário para que a conexão funcione para certos tipos de programas, mais notadamente jogos DirectPlay.
Dentre 1995 e 2001, todos os sistemas operacionais para PCs Windows receberam esta ferramenta, com a notável exceção do Windows NT 4.0. Porém, ainda assim é possível a realização de conexões deste tipo com este sistema utilizando cabo serial, pois a estrutura deste tipo de conexão tem funcionamento semelhante a de conexões dial-up geradas por um modem.

## Velocidade e limitações
Utilizando a porta serial ou infravermelho, a conexão gerada pode alcançar uma velocidade máxima entre 12 e 14 KB/s e, através de conexão via porta paralela, uma velocidade entre 40 e 70 KB/s. Esta velocidade é comparável a de uma conexão dial-up via modem, porém é significantemente menor do que a disponibilizada em uma conexão de rede tradicional, visto que conexões Ethernet ou Token ring trabalham com um bitrate na ordem dos Mb/s.
Uma limitação deste meio de ligação entre computadores é que, através de um cabo LapLink único ou uma conexão única de infravermelho, apenas uma ligação unidirecional pode ser criada, sendo que um computador atua como servidor e outro como cliente daquela conexão. Portanto, para realizar uma conexão duplex, seria necessária a utilização de dois cabos e duas portas, não necessariamente do mesmo tipo (uma ligação via portas paralelas e outra via portas seriais, por exemplo).

## Windows Vista
A ferramenta foi descontinuada pela Microsoft em 2007, com o advento do Windows Vista. Em seu lugar, a Microsoft recomenda a utilização de outros tipos de conexões mais comuns à época, tais como conexões Ethernet ou de rede sem fio.